# Thailand Open 2004
Il Thailand Open 2004 è stato un torneo di tennis giocato sul cemento indoor. È stata la 2ª edizione del Thailand Open, che fa parte della categoria International Series nell'ambito dell'ATP Tour 2004. Si è giocato all'Impact Arena di Bangkok in Thailandia, dal 27 settembre al 3 ottobre 2004.

## Campioni

### Singolare
Roger Federer ha battuto in finale  Andy Roddick con il punteggio di 6–4, 6–0

### Doppio
Justin Gimelstob /  Graydon Oliver hanno battuto in finale  Yves Allegro /  Roger Federer con il punteggio di 5–7, 6–4, 6–4